# 3 Doors Down
3 Doors Down (Español: 3 Puertas Abajo) es un grupo estadounidense del Rock alternativo fundado en Escatawpa, Misisipi, Estados Unidos en el año 1996. La banda originalmente estaba conformada por Brad Arnold (voz / batería), Todd Harrell (bajo) y Matt Roberts (guitarra). Más tarde, el guitarrista Chris Henderson se uniría a la banda en los primeros días de la creación de The Better Life, lanzando el álbum como una banda de cuatro integrantes. Richard Liles tocó la batería para la banda durante la temporada de gira en ese disco y así dejarle a Brad Arnold el camino libre como frontman del grupo.
Desde 2002 - 2005, la banda contrató a Daniel Adair como baterista "touring" y se presentaron como 5 integrantes en casi 1000 programas de televisión, ya que todo el mundo apoyó sus álbumes 'The Better Life' y 'Away From The Sun'. En 2005, cuando Daniel Adair fue contratado a tiempo completo por el grupo canadiense Nickelback, 3 Doors Down contrató a Greg Upchurch (Puddle Of Mudd) para tocar la batería a tiempo completo.
La banda alcanzó la fama internacional con su primer sencillo, "Kryptonite", que alcanzó entre los tres primeros en la lista Billboard Hot 100. La banda firmó para Republic Records y lanzaron su álbum debut, The Better Life, en 2000. El álbum fue el número 11-mejor-vendido- del año y fue certificado platino 6x en los Estados Unidos. Su segundo álbum, Away From The Sun, (2002) continuó el éxito de la banda, que debutó en el puesto número 8 en el Billboard 200, fue multiplatino en los Estados Unidos al igual que su predecesor, y dio lugar a los éxitos "When I'm Gone", "Here Without You" y "Away From The Sun" (canción que da nombre al álbum). La banda empezó una extensa gira por dos años antes de lanzar su tercer álbum, Seventeen Days, en 2005. El álbum debutó en el n.º 1 en el Billboard 200 y fue certificado platino en su primer mes de lanzamiento. Su cuarto, auto-titulado álbum, 3 Doors Down, fue lanzado el 20 de mayo de 2008 y también debutó en el n.º 1 en el Billboard 200. La banda edita su quinto álbum de estudio, Time Of My Life, que fue lanzado el 19 de julio de 2011 y debutó en el puesto #3 en Billboard 200.
Desde la publicación de su álbum debut, The Better Life, en 2000, la banda ha vendido más de 20 millones de álbumes en todo el mundo.

## Historia

### Formación: 1996-1998
Mientras Brad Arnold, Todd Harrell y Matt Roberts comenzaba un tour en las afueras de Escatawpa, fue ahí durante un viaje a Foley, Alabama, que dieron con su nombre oficial. Cuando los tres amigos caminaban por la ciudad, vieron un edificio en el que algunas partes se habían caído de su signo, y se leía "Doors Down." En ese entonces, ya que solo eran tres, añadieron el "3" para crear "3 Doors Down." Más tarde, Brad Arnold se dio una idea al significado personal del nombre del grupo, "3 Puertas Caídas". El 3 vendría a ser las 3 oportunidades que tiene uno en la vida (tu tercera chance o tu tercera oportunidad). "Puertas" representa cada entrada o salida, y "Abajo" vendría a ser lo perdido. En una entrevista a Brad Arnold, él dijo "Es como si fuera que tu última oportunidad, tu última entrada o salida está perdida. Mientras vas cumpliendo con las 3 chances en cualquier ámbito de la vida te vas dando cuenta que te estas quedando en el abismo. El nombre del grupo tiene un significado muy personal para mí".
Un par de años después de tocar juntos, Todd Harrell preguntó al guitarrista Chris Henderson para unirse a la banda. Grabaron un demo de sus canciones originales en "Lincoln Recording" en Pascagoula, Misisipi. Cuando la banda presentó el CD a la estación de radio local WCPR-FM empezaron a tocar la versión del EP "Kryptonite", y se convirtió en la canción solicitada n.º 1 en la estación durante más de 15 semanas. El director del programa de la estación envió la canción al gerente Phin Daly quien a su vez se lo mostró a Bill McGathy, su empleador en "In De Goot Entertainment". Decidieron llamar a la banda a Nueva York para realizar una exhibición en el club de música "CBGB". Daly dijo a "HitQuarters": ".. Una vez que llegaron al escenario y empezaron a tocar, era evidente que la magia estaba en ellos. Así que accedimos a firmar con ellos". Fue tan grande el éxito de 3 Doors Down en la radio que condujo a que "Republic Records" también pueda firmar a la banda.
End of The line

### The Better Life: 1999-2001
Se trata del álbum debut de la banda, el cual fue lanzado el 8 de febrero del año 2000. 3 Doors Down alcanzó la fama, principalmente, tras el lanzamiento de su primer sencillo "Kryptonite", que se posicionó entre los tres primeros de la lista Billboard Hot 100. Este disco se encuentra compuesto por 11 canciones, dentro de las que se destaca el aclamado primer sencillo (Kryptonite), la cual es considerada como la mejor pista del primer trabajo del grupo por poseer ciertas características que lo diferencian de los demás temas, entre las que se destaca su "aire" punk y su lírica conmovedora y sensible. A menudo este trabajo se etiqueta como post-grunge y también es situado dentro del metal alternativo más "cañero".
Este trabajo discográfico de larga duración obtuvo un total de 6 discos de platino y ha logrado vender más de 12 millones de copias certificadas en todo el mundo desde su lanzamiento, convirtiéndolo en un debut exitoso para la banda.

### Us and the Nighty muerte de Matt Roberts: 2014-presente
A los 38 años Matt Roberts, el que fuera guitarrista del grupo 3 Doors Down falleció. El artista al parecer murió a causa de una sobredosis accidental, debido a medicamentos prescritos.

## Miembros

### Actuales
- Brad Arnold - Voz
- Chris Hederson - Guitarra líder
- Chet Roberts - Guitarra rítmica y coros
- Justin Biltonen - Bajo
- Greg Upchurch - Batería, percusión y coros

### Antiguos
- Matt Roberts - Guitarra líder y coros
- Josh Freese - Batería
- Daniel Adair - Batería y coros
- Richard Liles - Batería
- Todd Harrell - Bajo

## Discografía

### Álbumes de estudio
- The Better Life (8 de febrero de 2000)
- Away from the Sun (12 de noviembre de 2002)
- Seventeen Days (8 de febrero de 2005)
- 3 Doors Down (20 de mayo de 2008)
- Time of My Life (19 de julio de 2011)
- Us and the Night (11 de marzo de 2016)

### EP
- Another 700 Miles (11 de noviembre de 2003) - Disco de oro en EE. UU.
- Landing in London (verano de 2006): EP en directo
- Where My Christmas Lives (8 de diciembre de 2009)
- Acoustic Back Porch Jam (2019)

### Álbumes recopilatorios
- The Greatest Hits (19 de noviembre de 2012)